# (10183) Ampère
(10183) Ampère est un astéroïde de la ceinture principale.

## Description
(10183) Ampère est un astéroïde de la ceinture principale. Il fut découvert par Eric Walter Elst le 15 avril 1996 à l'ESO. Il présente une orbite caractérisée par un demi-grand axe de 2,26 UA, une excentricité de 0,1378 et une inclinaison de 0,375° par rapport à l'écliptique.
Il fut nommé en hommage à André-Marie Ampère (1775-1836), physicien français.

## Compléments